# Зеленець (присілок, Ленінградська область)
Зеленець (рос. Зеленец) — присілок у Волховському районі Ленінградської області Російської Федерації.
Населення становить 14 осіб. Належить до муніципального утворення Усадищенське сільське поселення.

## Історія
Згідно із законом № 56-оз від 6 вересня 2004 року належить до муніципального утворення Усадищенське сільське поселення.

## Населення
| 1838 | 1862 | 1885 | 1997 | 2007 | 2010 | 2017 |
| ---- | ---- | ---- | ---- | ---- | ---- | ---- |
| 260  | ↗370 | ↘190 | ↘35  | ↘26  | ↘15  | ↘14  |